# Zorea, raionul Rivne, regiunea Rivne
Zorea (în ucraineană Зоря) este localitatea de reședință a comunei Zorea din raionul Rivne, regiunea Rivne, Ucraina.

## Demografie
Componența lingvistică a localității Zorea
     Ucraineană (98,39%)
     Rusă (1,38%)
     Alte limbi (0,06%)
Conform recensământului din 2001, majoritatea populației localității Zorea era vorbitoare de ucraineană (98,39%), existând în minoritate și vorbitori de rusă (1,38%).